# Branislav Egić
Dr. Branislav (Branko) Egić (Bolman, 27. srpnja 1948.), docent na Tehničkom fakultetu "Mihajlo Pupin" Zrenjanin (od 2003.); oblast i uža specijalnost: politehnika, informatika u obrazovanju, modeliranje i simulacija u nastavi.

## Školovanje
Osnovnu je školu pohađao u Bolmanu i Slavonskom Kobašu, a gimnaziju u  Slavonskom Brodu. Godine 1970. diplomirao je na Višoj pedagoškoj školi u Osijeku. Na Tehničkom fakultetu "Mihajlo Pupin" u Zrenjaninu diplomirao je 1987. godine i stekao stručni naziv profesor politehničkog obrazovanja. Godine 1999. magistrirao je na istom fakultetu, obranivši magistarsku tezu pod naslovom "Informatičko-metodički problemi modelovanja u nastavi tehničkog obrazovanja". Na tom je fakultetu i doktorirao 2002. doktorskom disertacijom pod naslovom "Modelovanje i simulacija i njihov didaktički aspekt na nastavu tehničkog obrazovanja".

## Stručni rad
Kao nastavnik tehničkog odgoja radio je u više mjesta i u više škola, pa i u Gimnaziji Beli Manastir. Istakao se u radu s talentiranim učenicima, a posebno na planu inovacija i pronalazaštva. Posebno se bavio projektiranjem kompjutersko-elektronskih učionica i izradom sistemskog i obrazovnog softvera. Njegove kompjutersko-elektronske učionica sa sistemskim softverom realizirane su u OŠ "Jovan Popović" (Novi Sad), OŠ "Prva vojvođanska brigada" (Novi Sad), OŠ "Zmaj Jovan Jovanović", (Srijemska Kamenica), OŠ "Žarko Zrenjanin" (Novi Sad), OŠ "Dragica Pravica" (Zrenjanin), Srednjoj elektrotehničkoj školi "Mihajlo Pupin" (Novi Sad) i na Filozofskom fakultetu u Novom Sadu.

## Djela i priznanja
Koautor je priručnika za nastavnike informatike "Informatika i računarstvo". Za radni i stručni doprinos dobio je više priznanja:
- 1984. - Brončana plaketa na Sajmu inovacija i pronalazaštva RASTYU, Rijeka
- 1985. - Prvomajska nagrada grada Novog Sada
- 1987. - Plaketa pokrajinskog komiteta za nauku i informatiku Vojvodine

Stručne radove prezentira na znanstvenim skupovima YURIT (Vrnjačka Banja) i JISA (Herceg Novi) i objavljuje ih u zbornicima s tih skupova (2003, 2004).
Izvor:
- Pokrajinski sekretarijat za nauku i tehnološki razvoj: Kartoni naučnih radnika  Arhivirana inačica izvorne stranice od 1. listopada 2006. (Wayback Machine)